# Червоногригоровка
Червоногриго́ровка (укр. Червоногригорівка) — посёлок, Червоногригоровский поселковый совет, Никопольский район, Днепропетровская область, Украина.
Является административным центром Червоногригоровского поселкового совета, в который не входят другие населённые пункты.

## Географическое положение
Посёлок городского типа Червоногригоровка находится на правом берегу Каховского водохранилища,
ниже по течению на расстоянии в 2 км расположено село Мусиевка и Приднепровское, ниже по течению примыкает город Никополь.
Рядом проходят автомобильная дорога Н-23 и железная дорога, станции Ревун и Платформа 111 км.

## История
На окраине посёлка исследованы бескурганный могильник и поселение эпохи бронзы (II — начало I тысячелетия до н. э.). Здесь есть три скифских кургана IV—III вв. до н. э. и остатки поселения земледельцев Черняховской культуры III—V вв. н. эры.
Населённый пункт возник в конце 1770-х годов. Эти земли принадлежали графу Чернышёву, поэтому село называлось Чернышёвка. Граф продал часть земли своему родственнику Краснову. Когда сын Краснова Григорий женился на дочери Чернышёва, поселение переименовали в Красно-Григоровку. Позже название изменилось на Червоногригоровку.
В 1938 году присвоен статус посёлка городского типа.
Во время Великой Отечественной войны в 1941—1943 гг. посёлок находился под немецкой оккупацией.

## Население
В январе 1989 года численность населения составляла 6888 человек.
По переписи 2001 года население составляло 6710 человек.
По состоянию на 1 января 2025 года численность населения составляла 5172 человек.

## Инфраструктура
Работают Объединение «Консерввинпром», ЧП АФ «Славутич», Рыбколхоз, несколько магазинов, два рынка.
Есть начальная и средняя школы, детский сад, дом культуры, музыкальная школа.

## Транспорт
Через посёлок проходит линия Кривой Рог—Запорожье Приднепровской железной дороги с двумя остановками — разъезд Ревун и платформа «111 км».

## Достопримечательности
- Братская могила советских воинов.
- Дамба
- Башня